# Зигелков
Зигелков (њем. Siggelkow) општина је у њемачкој савезној држави Мекленбург-Западна Померанија. Једно је од 76 општинских средишта округа Пархим. Према процјени из 2010. у општини је живјело 967 становника. Посједује регионалну шифру (AGS) 13060071.

## Географски и демографски подаци
Зигелков се налази у савезној држави Мекленбург-Западна Померанија у округу Пархим. Општина се налази на надморској висини од 53 метра. Површина општине износи 54,8 km². У самом мјесту је, према процјени из 2010. године, живјело 967 становника. Просјечна густина становништва износи 18 становника/km².